# Mistrzostwa Europy U-21 w Piłce Nożnej 2011 (eliminacje)/Grupa 2
W grupie 2 eliminacji do ME U-21 w piłce nożnej 2011 udział biorą następujące zespoły:
- Armenia
- Estonia
- Gruzja
- Irlandia
- Szwajcaria
- Turcja

## Tabela
| Reprezentacja | M  | W | R | P | Br+ | Br- | +/- | Pkt. |
| ------------- | -- | - | - | - | --- | --- | --- | ---- |
| Szwajcaria    | 10 | 6 | 2 | 2 | 15  | 8   | +7  | 20   |
| Gruzja        | 9  | 4 | 3 | 2 | 12  | 7   | +5  | 15   |
| Turcja        | 9  | 4 | 1 | 4 | 12  | 11  | +1  | 23   |
| Estonia       | 10 | 3 | 3 | 4 | 9   | 16  | -7  | 12   |
| Armenia       | 9  | 3 | 1 | 5 | 16  | 19  | -3  | 10   |
| Irlandia      | 9  | 1 | 4 | 4 | 11  | 14  | –3  | 7    |

|            | Armenia | Estonia | Gruzja | Irlandia | Szwajcaria | Turcja |
| ---------- | ------- | ------- | ------ | -------- | ---------- | ------ |
| Armenia    | –       |         |        |          |            |        |
| Estonia    |         | –       |        |          |            |        |
| Gruzja     |         |         | –      |          |            |        |
| Irlandia   |         |         |        | –        |            |        |
| Szwajcaria |         |         |        |          | –          |        |
| Turcja     |         |         |        |          |            | –      |

Uwagi:
- Turcja, Estonia, Armenia oraz Irlandia nie mają szans na awans do fazy play-off.
- Szwajcaria ma zapewniony awans do fazy play-off jako zwycięzca grupy.

## Mecze
| 31 marca 2009 20:45 CEST | Irlandia | 0:3 | Turcja · 13' D. Yılmaz · 42' Özkan · 90+1' Sismanoglu | Turners Cross, Cork Sędzia: Stanisław Todorow |
|                          |          |     |                                                       |                                               |

| 5 czerwca 2009 20:00 CEST | Szwajcaria · Derdiyok 16' · Gashi 20' | 2:1 | Armenia · 84' Manasjan | Sportpark Bergholz, Wil Sędzia: Boško Jovanetić |
|                           |                                       |     |                        |                                                 |

| 9 czerwca 2009 17:00 CEST | Armenia · Mchitarian 71' · Daszian 81' | 2:1 | Turcja · 5' D. Yılmaz · 45+1' A. Yılmaz · 49' (k.) Bıkmaz · 60' Pektemek · 72' Gökoğlan | Stadion Hanrapetakan, Erywań Sędzia: Christof Virant |
|                           |                                        |     |                                                                                         |                                                      |

| 12 sierpnia 2009 18:00 CEST | Szwajcaria | 0:1 | Estonia · 31' Saag | Stadion Breite, Szafuza Sędzia: Christopher Lautier |
|                             |            |     |                    |                                                     |

| 4 września 2009 14:00 CEST | Armenia · Jagan 10' | 1:3 | Szwajcaria · 4' Hochstrasser · 35' Rossini · 39' Feltscher | Stadion Mika, Erywań Sędzia: Leontios Trattou |
|                            |                     |     |                                                            |                                               |

| 5 września 2009 16:00 CEST | Estonia · Mošnikov 42' · Anier 90' | 2:0 | Gruzja | A. Le Coq Arena, Tallinn Sędzia: Magnus Thorisson |
|                            |                                    |     |        |                                                   |

| 9 września 2009 14:00 CEST | Gruzja · Iwaniszwili 1' · Chideszeli 35' · Totadze 80' · Gugawa 88' | 4:0 | Turcja | Stadion Centralny, Zestaponi Sędzia: Antonio Rubinos Pérez |
|                            |                                                                     |     |        |                                                            |

| 9 września 2009 16:00 CEST | Estonia · Saag 4' | 1:1 | Irlandia · 7' Sheridan | Linnastaadion, Rakvere Sędzia: Wiktor Szwecow |
|                            |                   |     |                        |                                               |

| 9 października 2009 15:00 CEST | Estonia · Zenjov 7' | 1:4 | Szwajcaria · 10' Ciarrocchi · 21' Gavranović · 23' Feltscher · 26' Koch | Stadion Kadriorg, Tallinn Sędzia: Jan Jílek |
|                                |                     |     |                                                                         |                                             |

| 9 października 2009 20:45 CEST | Irlandia · Judge 28' | 1:1 | Gruzja · 89' Iwaniszwili | Tallaght Stadium, Dublin Sędzia: Georgios Daloukas |
|                                |                      |     |                          |                                                    |

| 13 października 2009 18:00 CEST | Turcja · A. Yılmaz 90+4' | 1:0 | Armenia | Eskişehir Atatürk Stadı, Eskişehir Sędzia: Alexandru Deaconu |
|                                 |                          |     |         |                                                              |

| 13 października 2009 20:45 CEST | Irlandia · Garvan 90+3' | 1:1 | Szwajcaria · 58' Frei | Waterford Regional Sports Centre, Waterford Sędzia: Alfonso Pérez Burrull |
|                                 |                         |     |                       |                                                                           |

| 14 listopada 2009 10:00 CEST | Gruzja · Kwarackelia 84' | 1:1 | Irlandia · 48' Carey | Stadion Micheila Meschiego, Tbilisi Sędzia: Tom Harald Hagen |
|                              |                          |     |                      |                                                              |

| 14 listopada 2009 11:00 CEST | Armenia · Mchitarian 24' | 1:1 | Estonia · 90+2' Artjunin | Stadion Hanrapetakan, Erywań Sędzia: Igor Jegorow |
|                              |                          |     |                          |                                                   |

| 14 listopada 2009 17:00 CEST | Turcja · Erkin 51' | 1:3 | Szwajcaria · 7', 43' Stocker · 89' Gashi | Hüseyin Avni Aker Stadyumu, Trabzon Sędzia: Marcin Borski |
|                              |                    |     |                                          |                                                           |

| 17 listopada 2009 12:00 CEST | Armenia · Mchitarian 30', 61', 84' (k.) · Goharjan 75' | 4:1 | Irlandia · 65' Sheridan | Stadion Hanrapetakan, Erywań Sędzia: Radek Prihoda |
|                              |                                                        |     |                         |                                                    |

| 18 listopada 2009 16:00 CEST | Turcja | 0:0 | Estonia | Stadion im. Atatürka, Rize Sędzia: Draženko Kovačić |
|                              |        |     |         |                                                     |

| 18 listopada 2009 19:00 CEST | Szwajcaria · Gavranović 43' | 1:0 | Gruzja | Stadio Cornaredo, Lugano Sędzia: Novo Panić |
|                              |                             |     |        |                                             |

| 3 marca 2009 12:00 CEST | Gruzja · Barabadze 44' · Ananidze 90+2' | 2:0 | Estonia | Stadion Micheila Meschiego, Tbilisi Sędzia: Marios Stamatis |
|                         |                                         |     |         |                                                             |

| 3 marca 2009 20:30 CEST | Irlandia · Daly 80' | 1:2 | Armenia · 34' Hajrapetian · 40' Ghazarian | Tallaght Stadium, Dublin Sędzia: Nerijus Dunauskas |
|                         |                     |     |                                           |                                                    |

| 20 maja 2009 17:45 CEST | Estonia · Saag 33' · Kallaste 80' | 2:3 | Armenia · 18', 68' Ghazarian · 55' Manojan | Stadion Kadriorg, Tallinn Sędzia: Petur Reinert |
|                         |                                   |     |                                            |                                                 |

| 23 maja 2009 16:00 CEST | Estonia · Saag 13' | 1:0 | Turcja | Stadion Kadriorg, Tallinn Sędzia: Dragomir Stanković |
|                         |                    |     |        |                                                      |

| 26 maja 2009 20:15 CEST | Szwajcaria | 0:2 | Turcja · 66' (sam.) Affolter · 89' Çek | AFG Arena, St. Gallen Sędzia: Alan Muir |
|                         |            |     |                                        |                                         |

| 30 maja 2009 17:00 CEST | Gruzja | 0:0 | Szwajcaria | Stadion Borysa Paiczadze, Tbilisi Sędzia: Richard Trutz |
|                         |        |     |            |                                                         |

| 10 sierpnia 2010 20:30 CEST | Irlandia · Stokes 15', 30' (k.) · McCarthy 62' · Hourihane 86' · Garvan 90+1' | 5:0 | Estonia | Tallaght Stadium, Dublin Sędzia: Pol van Boekel |
|                             |                                                                               |     |         |                                                 |

| 11 sierpnia 2009 15:00 CEST | Armenia · Mchitarian 78' (k.) · W. Poghosjan 88' | 2:3 | Gruzja · 36' (k.) Ananidze · 50' Wacadze · 81' Kwekweskiri | Stadion Hanrapetakan, Erywań Sędzia: Dimitar Meckarovski |
|                             |                                                  |     |                                                            |                                                          |

| 3 września 2009 20:00 CEST | Szwajcaria · Frei 48' | 1:0 | Irlandia | Stadio Cornaredo, Lugano Sędzia: Siergiej Karasiew |
|                            |                       |     |          |                                                    |

| 4 września 2009 17:00 CEST | Turcja | 0:1 | Gruzja · 50' (sam.) Kaldirim | Adapazarı Atatürk Stadyumu, Adapazarı Sędzia: Slavko Vinčić |
|                            |        |     |                              |                                                             |

| 7 września 2009 17:00 CEST | Turcja | – | Irlandia | Ismet Pasa, Kocaeli Sędzia: TBD |
|                            |        |   |          |                                 |

| 7 września 2009 17:00 CEST | Gruzja | – | Armenia | Stadion Micheila Meschiego, Tbilisi Sędzia: TBD |
|                            |        |   |         |                                                 |

## Strzelcy
Rozegrano 28 meczów, w których strzelono 75 goli. Średnia wynosi 2.68 (stan na 5 września).
| Lp. | Piłkarz            | Kraj       | Gole |
| --- | ------------------ | ---------- | ---- |
| 1   | Henrich Mchitarian | Armenia    | 6    |
| 2   | Kaimar Saag        | Estonia    | 4    |
| 3   | Geworg Ghazarian   | Armenia    | 3    |
| 4   | Dżano Ananidze     | Gruzja     | 2    |
| 4   | Giorgi Iwaniszwili | Gruzja     | 2    |
| 4   | Owen Garvan        | Irlandia   | 2    |
| 4   | Cillian Sheridan   | Irlandia   | 2    |
| 4   | Anthony Stokes     | Irlandia   | 2    |
| 4   | Frank Feltscher    | Szwajcaria | 2    |
| 4   | Fabian Frei        | Szwajcaria | 2    |
| 4   | Shkëlzen Gashi     | Szwajcaria | 2    |
| 4   | Mario Gavranović   | Szwajcaria | 2    |
| 4   | Valentin Stocker   | Szwajcaria | 2    |
| 4   | Aydın Yılmaz       | Turcja     | 2    |
| 4   | Deniz Yılmaz       | Turcja     | 2    |